# Nukunonu
Nukunonu, abans Nukunono, és un atol de les illes Tokelau, dependents de Nova Zelanda. És l'atol situat al mig de l'arxipèlag.

## Geografia
Té una població de menys de 400 habitants. L'atol mesura uns 5 km d'ample i uns 12 km de llarg.
L'illa del nord-est, Tokelau, és la que va donar nom al grup. Hi ha una població a l'illa de Nukunono al sud-oest, que també es diu Nukunono, i una altra al costat, a la illeta de Motusaga. A la vora la llacuna està lliure de corall i poden accedir-hi embarcacions a través del pas entre ambdues illetes.

## Història
Nukunonu va ser descobert per l'anglès Edward Edwards, el 1791, i l'anomenà Duke of Clarence.